# Loděnice na Antigue
Loděnice na Antigue a přilehlé archeologické lokality je název jedné z kulturních památek světového dědictví UNESCO. Zahrnuje loděnici kapitána Nelsona (anglicky Nelson’s Dockyard) s obrannými, obytnými, skladovacími a administrativními budovami, ale i menší dělostřeleckou baterii na Shirley Heights.
Nachází se na jihu ostrova Antigua v obci English Harbour ve farním okrsku Saint Paul. Celková plocha tohoto chráněného historického území je 255 ha. Loděnice zde byla vystavěna v 18. století pomocí práce otroků a následně sloužila jako základna britského námořnictva pro celý region východního Karibiku. Zdejší hluboká zátoka krytá okolními kopci před hurikány představovala pro Brity ideální místo pro umístění loděnice a přístavu.

## Fotogalerie

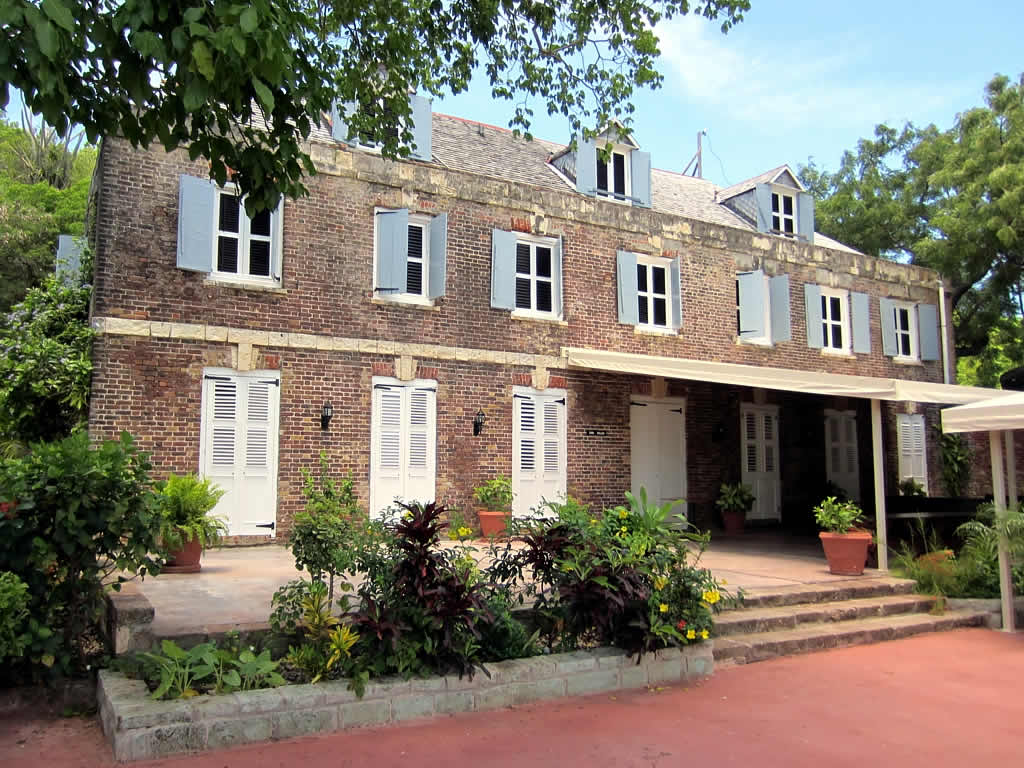
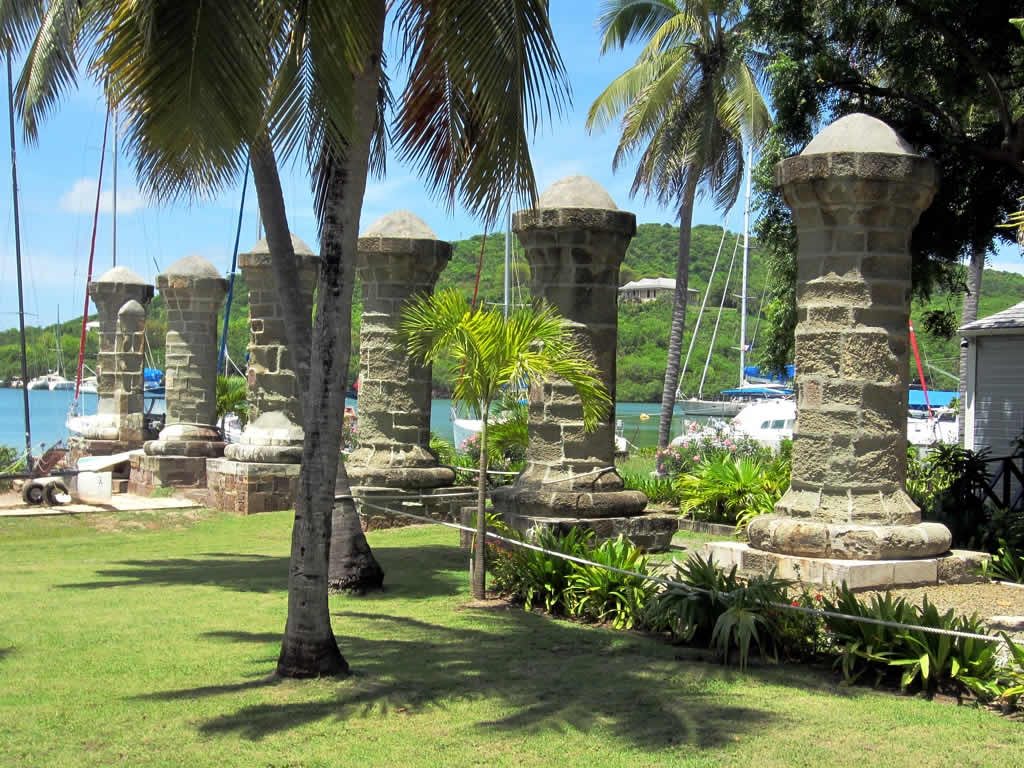
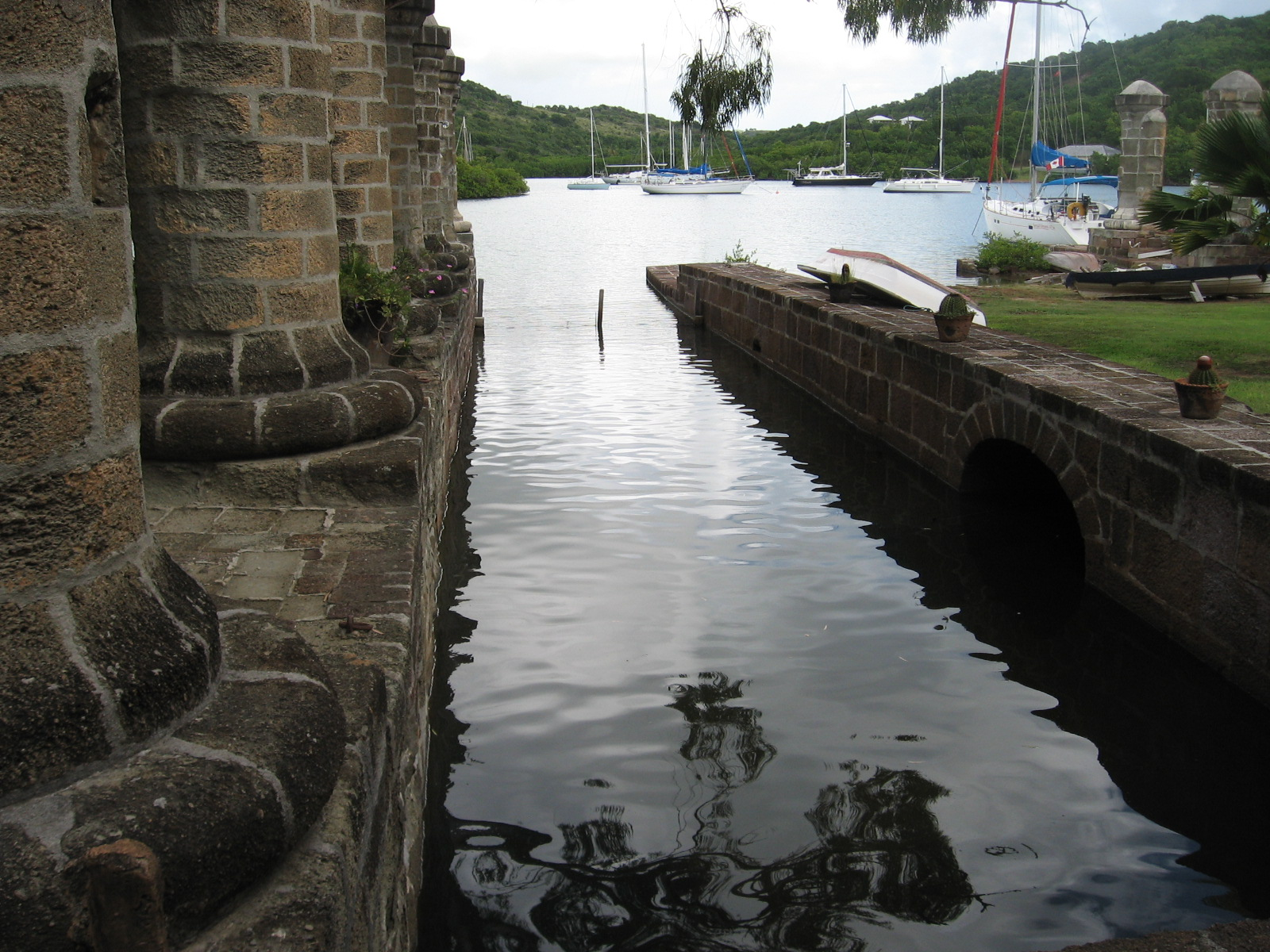
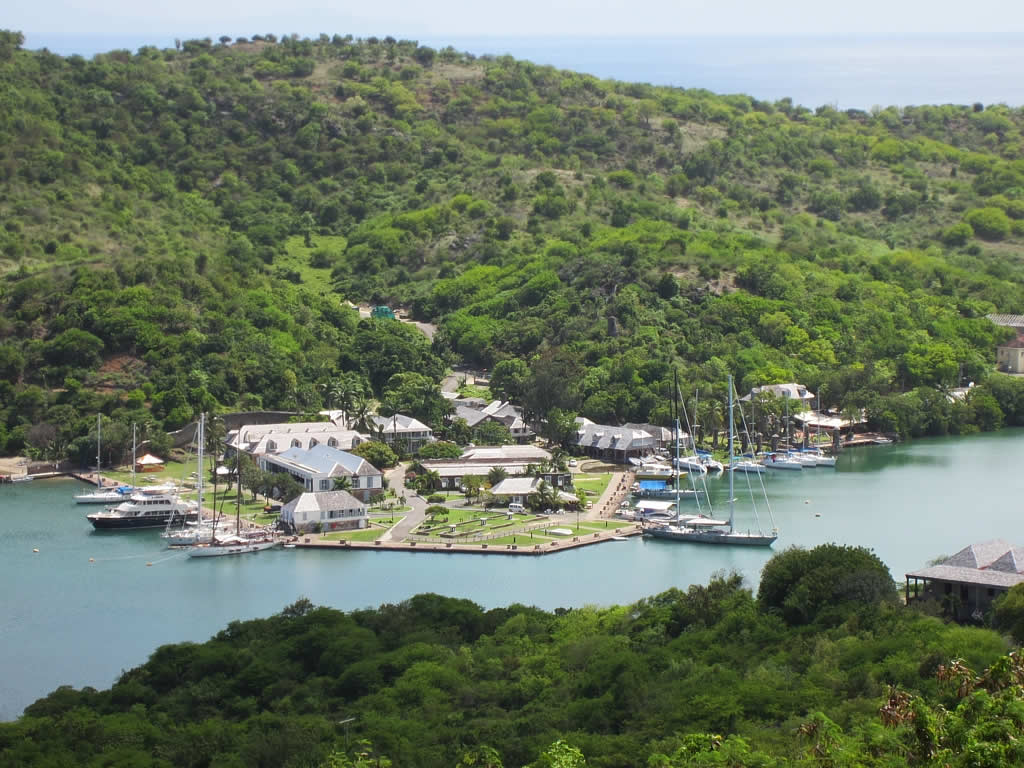